# Poljana (Czarnogóra)
Poljana (cyr. Пољана) – wieś w Czarnogórze, w gminie Plužine. W 2011 roku liczyła 24 mieszkańców.